# Bertram (Iowa)
Bertram es una ciudad situada en el condado de Linn, en el estado de Iowa, Estados Unidos. Según el censo de 2000 tenía una población de 681 habitantes.

## Geografía
Según la Oficina del Censo de los Estados Unidos, la localidad tiene un área total de 3,31 km², la totalidad de los cuales corresponden a tierra firme.

## Demografía
Según el censo de 2000, había 681 personas, 98 hogares y 76 familias residiendo en la localidad. La densidad de población era de 206,00 hab./km². Había 101 viviendas con una densidad media de 30,5 viviendas/km². El 96,18% de los habitantes eran blancos, el 1,91% afroamericanos, 0,15% amerindios, el 0,15% asiáticos, el 0,15% de otras razas, y el 1,47% pertenecía a dos o más razas. El 1,47% de la población eran hispanos o latinos de cualquier raza.
Según el censo, de los 98 hogares, en el 24,0% había menores de 18 años, el 72,4% pertenecía a parejas casadas, el 3,1% tenía a una mujer como cabeza de familia, y el 22,4% no eran familias. El 18,4% de los hogares estaba compuesto por un único individuo, y el 8,2% pertenecía a alguien mayor de 65 años viviendo solo. El tamaño promedio de los hogares era de 2,35 personas, y el de las familias de 2,66.
La población estaba distribuida en un 10,7% de habitantes menores de 18 años, un 62,4% entre 18 y 24 años, un 7,9% de 25 a 44, un 14,7% de 45 a 64, y un 4,3% de 65 años o mayores. La media de edad era 21 años. Por cada 100 mujeres había 112,8 hombres. Por cada 100 mujeres de 18 años o más, había 101,3 hombres.
Los ingresos medios por hogar en la localidad eran de 58.750 dólares ($), y los ingresos medios por familia eran 66.500 $. Los hombres tenían unos ingresos medios de 46.750 $ frente a los 32.143 $ para las mujeres. La renta per cápita para la ciudad era de 16.015 $. El 16,5% de la población y el 2.6% de las familias estaban por debajo del umbral de pobreza. No había ningún menor de 18 años ni mayor de 65 años que viviese por debajo del umbral de pobreza.